# 12 oameni furioși (film din 1957)
12 oameni furioși  (1957, denumire originală 12 Angry Men) este un film dramatic american bazat pe un scenariu omonim de Reginald Rose. Este regizat de Sidney Lumet (debut regizoral).

## Prezentare

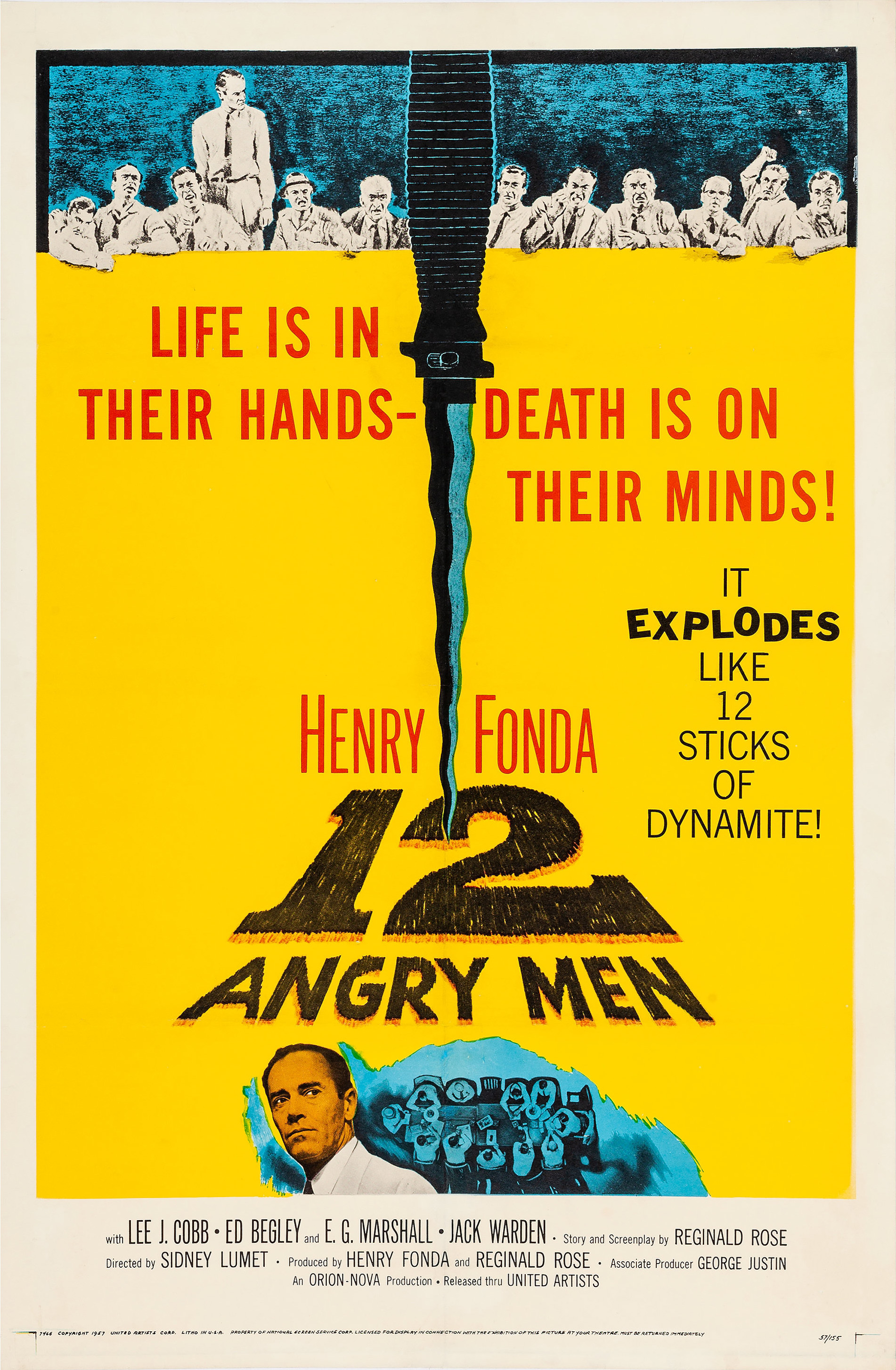
afișul original al filmului

Filmul prezintă povestea unui juriu format din 12 oameni care deliberează vinovăția sau achitarea unui tânăr pe baza prezumției nevinovăției, urmărind înlăturarea oricărui dubiu. În Statele Unite, verdictul în cazul unui criminal care va fi condamnat la moarte trebuie să fie unanim. Filmul este notabil deoarece, cu excepția începutului și finalului filmului, unde acțiunea are loc pe scările tribunalului, și cu excepția a două scene în toaleta juriului, tot filmul are loc în camera de dezbateri a juriului. Din cele 96 de minute ale filmului, doar trei minute nu au loc în camera juriului.
Filmul prezintă multe tehnici de creare a consensului, dar și problemele întâmpinate în cadrul unui grup de persoane foarte diferite, aspect ce sporește tensiunea.
În afara membrilor juriului procesului penal, în acțiune mai sunt amintiți: judecătorul, paznicul, grefierul, pârâtul (numit în dezbateri „băiatul”) și martorii (cunoscuți ca „moșneagul” și „tanti de vizavi”).

## Distribuție
| Actor           | Personaj                     |                                          |
| --------------- | ---------------------------- | ---------------------------------------- |
| Martin Balsam   | Juratul numărul 1            | președinte al juriului - antrenor-secund |
| John Fiedler    | Juratul numărul 2            | angajat la o bancă                       |
| Lee J. Cobb     | Juratul numărul 3            | afacerist                                |
| E. G. Marshall  | Juratul numărul 4            | agent de bursă                           |
| Jack Klugman    | Juratul numărul 5            | rezident într-o mahala                   |
| Edward Binns    | Juratul numărul 6            | zugrav                                   |
| Jack Warden     | Juratul numărul 7            | vânzător                                 |
| Henry Fonda     | Juratul numărul 8 (Davis)    | arhitect                                 |
| Joseph Sweeney  | Juratul numărul 9 (McCardle) | pensionar                                |
| Ed Begley       | Juratul numărul 10           | proprietar al unui garaj                 |
| George Voskovec | Juratul numărul 11           | ceasornicar                              |
| Robert Webber   | Juratul numărul 12           | manager al unei agenții de publicitate   |